# Adnan Alkateb
Adnan Alkateb (عدنان الكاتب), né en 1959 à Lattaquié, est un journaliste britannique d'origine syrienne. Il réside, actuellement, à Dubaï et il est chef éditeur chez Hia Magazine.
On le nomme dans le monde arabe l'"intervieweurs des célébrités". Il a noué des liens avec les grands noms de l'art, la société et les affaires et ce grâce à ses grands interviews transmis par plusieurs types de média.
Il figure dans la liste des plus importantes personnes dans le domaine du journalisme au Moyen Orient et dans le monde. Il a été classé parmi les premiers à plusieurs reprises dans le classement de Starcount : un évaluateur des activités numériques dans les réseaux sociaux. Plusieurs médias ont relayé ses articles et chroniques dont 
Middle East Broadcasting Center et le journal Al-Ittihad.

## Carrière
- Adnan Alkateb est parmi les rares journalistes britanniques d'origine syrienne qui sont inscrits au NUJ en le considérant parmi les journalistes les plus actifs dans la région depuis plus de vingt ans.
- Très actif sur les réseaux sociaux, le nombre de fans sur Facebook n’arrête pas d'augmenter jusqu’à atteindre 2 millions de fans.
- Le premier journaliste arabe à atteindre le sommet des plus importants des journalistes numériques. En effet, il a été placé au premier rang par le site Starcount pour ses performances en tant que journaliste et blogueur à l’échelle mondiale devançant même de grandes figures du journalisme international comme Emily Degenes et autres...

## Ses plus importants interviews
- Des célébrités internationales : Laetitia Casta, Diane Kruger, Megan Fox, Beyoncé, Adrien Brody, Blake Lively, Amy Adams, Paris Hilton, Emma Watson, Franca Sozzani, Julia Roberts
- Des célébrités locales : Haya bint al-Hussein
- Des designers de renommée : Oscar de la Renta, Paul Smith, Donna Karan,  Roberto Cavalli